# Atomosia yurabia
Atomosia yurabia is een vliegensoort uit de familie van de roofvliegen (Asilidae). De wetenschappelijke naam van de soort is voor het eerst geldig gepubliceerd in 2006 door Scarbrough & Perez-Gelabert.